# Phalacrotophora flaviclava
Phalacrotophora flaviclava är en tvåvingeart som först beskrevs av Charles Thomas Brues 1911.  Phalacrotophora flaviclava ingår i släktet Phalacrotophora och familjen puckelflugor.
Artens utbredningsområde är Taiwan. Inga underarter finns listade i Catalogue of Life.